# Романо Дром
Романо дром (букв. „Цигански път“) е унгарска група за циганска етно музика. Албуми: „Deta Devla“, 1999 Ando foro, 2001 Ande lindri 2003 Po cheri - 2007. Романо дром пресъздават музиката на унгарските цигани, познати като „олах – рома“.